# Beschusshemmende Weste

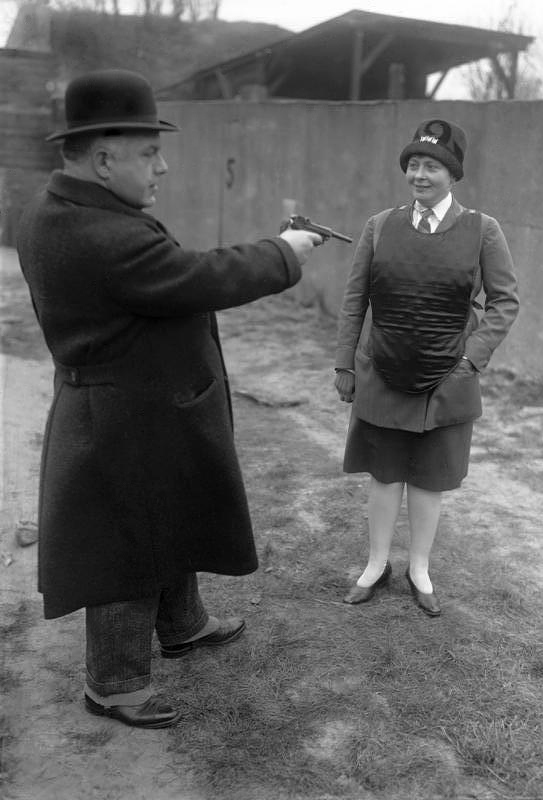
Demonstration einer Schutzweste durch die Berliner Polizei (1931)

Eine beschusshemmende Weste, auch durchschusshemmende Weste, (ballistische) Schutzweste, taktische Weste, Flakweste, umgangssprachlich auch kugelsichere Weste, schusssichere Weste oder nach ihrem Material Kevlarweste genannt, dient dazu, den Träger vor der tödlichen Wirkung von Kleinwaffengeschossen und/oder vor Schrapnellen zu schützen sowie (nur bei Ausstattung mit stichhemmender Platte) auch vor Stich- und Hiebwaffen.

## Entwicklungsgeschichte
Schutzwesten zählen zu den Schutzwaffen, deren frühe Entwicklung auf Rüstungen aus verschiedensten Materialien zurückgeht. Bereits in der Antike wurden Körperpanzer hergestellt, die dem Träger Schutz gegen Gewalteinwirkung durch Hieb-, Stich- oder Geschosswaffen boten. Die frühesten erhaltenen Panzer aus Bronze sind auf das 14. Jahrhundert v. Chr. datiert, spätere Stücke bestanden aus Stahl. Erste Lamellenpanzer und Schuppenpanzer, die mehr Beweglichkeit gegenüber Panzerplatten boten, sind bereits aus dieser Zeit aus China bekannt. Frühe Faserverbundpanzerungen finden sich in den Leinenpanzern der griechischen Antike wieder. Im Mittelalter kam der Gambeson auf. Der im 4. Jahrhundert v. Chr. aufkommende Ringpanzer wurde mit Modifikationen bis in das 20. Jahrhundert verwendet.
Im Gegensatz zu einem weitverbreiteten Irrglauben schützten stählerne Plattenpanzer, wie sie ab dem 14. Jahrhundert in Europa produziert wurden, äußerst effektiv gegen Geschosse, sowohl von herkömmlichen Bogen- als auch von Feuerwaffen. So ließ Napoleon noch zu Beginn des 19. Jahrhunderts eigens für seine Kürassiere Brust- und Rückenpanzer anfertigen. Die U.S. Civil War Vest wurde Mitte des 19. Jahrhunderts von der Union Army eingesetzt.
Eine bekannte Plattenrüstung, die Ned-Kelly-Rüstung, wurde um das Jahr 1880 von Ned Kelly verwendet.

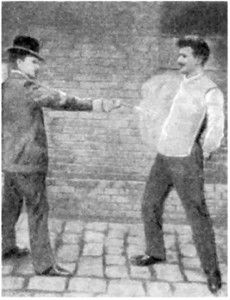
Erfolgreich verlaufener Test einer beschusshemmenden Weste von Casimir Zeglen im Jahre 1901 mit einem 7-mm-Revolver

Der Arzt George E. Goodfellow (1855–1910) praktizierte in Tombstone in der Endphase des „Wilden Westens“. Er kam mit vielen Schusswunden in Kontakt, so obduzierte er die Opfer der Schießerei am O. K. Corral. Goodfellow fiel dabei auf, dass Seidentücher, sei es als Halstuch oder Taschentuch, durch die Projektile nicht perforiert wurden. Die Energie des Aufpralls verursachte oft trotzdem eine lebensgefährliche Verletzung. Seine Beobachtungen veröffentlichte Goodfellow im Jahr 1887. Ende des 19. Jahrhunderts entwickelte der polnische Immigrant Casimir Zeglen in Chicago eine Schutzweste aus Seidenfasern. Es ist jedoch unwahrscheinlich, dass Zeglen Kenntnis von Goodfellows Beobachtungen hatte. Zeglens Weste bot effektiven Schutz gegen mit Schwarzpulver geladene Handfeuerwaffen mit geringer Mündungsgeschwindigkeit, versagte aber bei mit Nitrozellulosepulver geladenen Waffen mit höherer Mündungsgeschwindigkeit. Zeglen verbesserte zusammen mit Jan Szczepanik das Gewebe der Westen. Das Material war allerdings sehr teuer. Um 1914 kostete Zeglens Weste um $800& (umgerechnet ins Jahr 2025 sind das ca. $24.000). Zu den Kunden gehörte der spanische König Alfons XIII., dem sie half, einen Bombenanschlag zu überleben.
Vielfach wird berichtet, dass der österreichische Thronfolger Franz Ferdinand eine beschusshemmende Weste beim Attentat von Sarajevo getragen habe, die ihm aber nicht helfen konnte, weil das Projektil des Attentäters oberhalb der Weste in Ferdinands Hals einschlug. Es ist jedoch nicht gesichert, dass Ferdinand eine solche Weste überhaupt besaß; auf keinen Fall hat er sie bei dem Attentat getragen.
Im Ersten Weltkrieg waren Plattenpanzer als Schutz gegen Splitter und Beschuss gebräuchlich. In den 1930er Jahren wurden bei der Berliner Polizei moderne ballistische Westen erprobt. Aus dem Zweiten Weltkrieg ist die sowjetische SN-42, ebenfalls ein Plattenpanzer, bekannt.
In der zweiten Hälfte des 20. Jahrhunderts machte die Entwicklung der Schutzwesten, bedingt durch neue Werkstoffe, wie hochfeste Kunststofffasern, bedeutende Fortschritte. Fortschritte bei der Entwicklung neuer Werkstoffe lassen auch eine weitere Erhöhung der Schutzwirkung weich- und hartballistischer Schutzwesten wahrscheinlich erscheinen. Im Gegenzug kann jedoch auch ein Angreifer auf ein größeres Kaliber, panzerbrechende Munition, eine stärkere Patronenlaborierung oder gegebenenfalls einen neuen Waffentyp zurückgreifen.

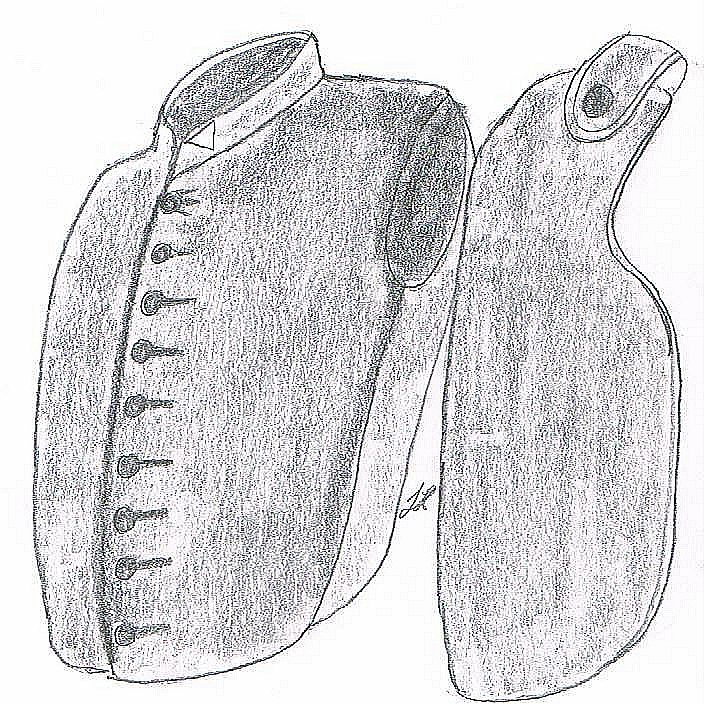
Schutzweste des amerikanischen Bürgerkrieges (1861 bis 1865)
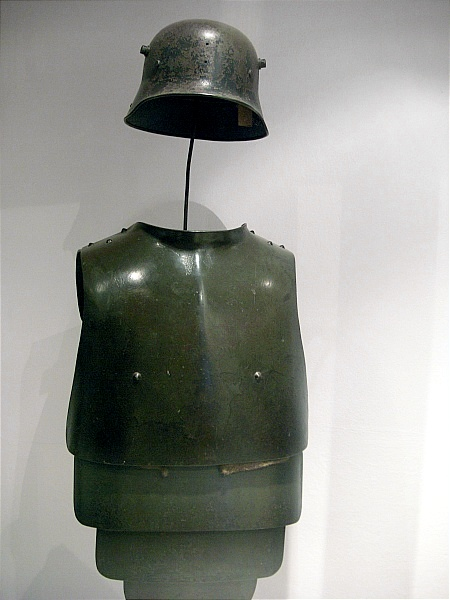
Splitterschutz-Halbschale und Stahlhelm M1916 aus dem Ersten Weltkrieg
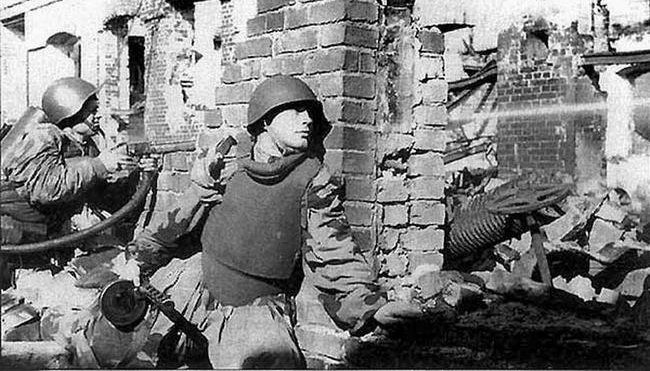
Sowjetischer Soldat mit Schutzrüstung aus 2-mm-Panzerplatten (1942)
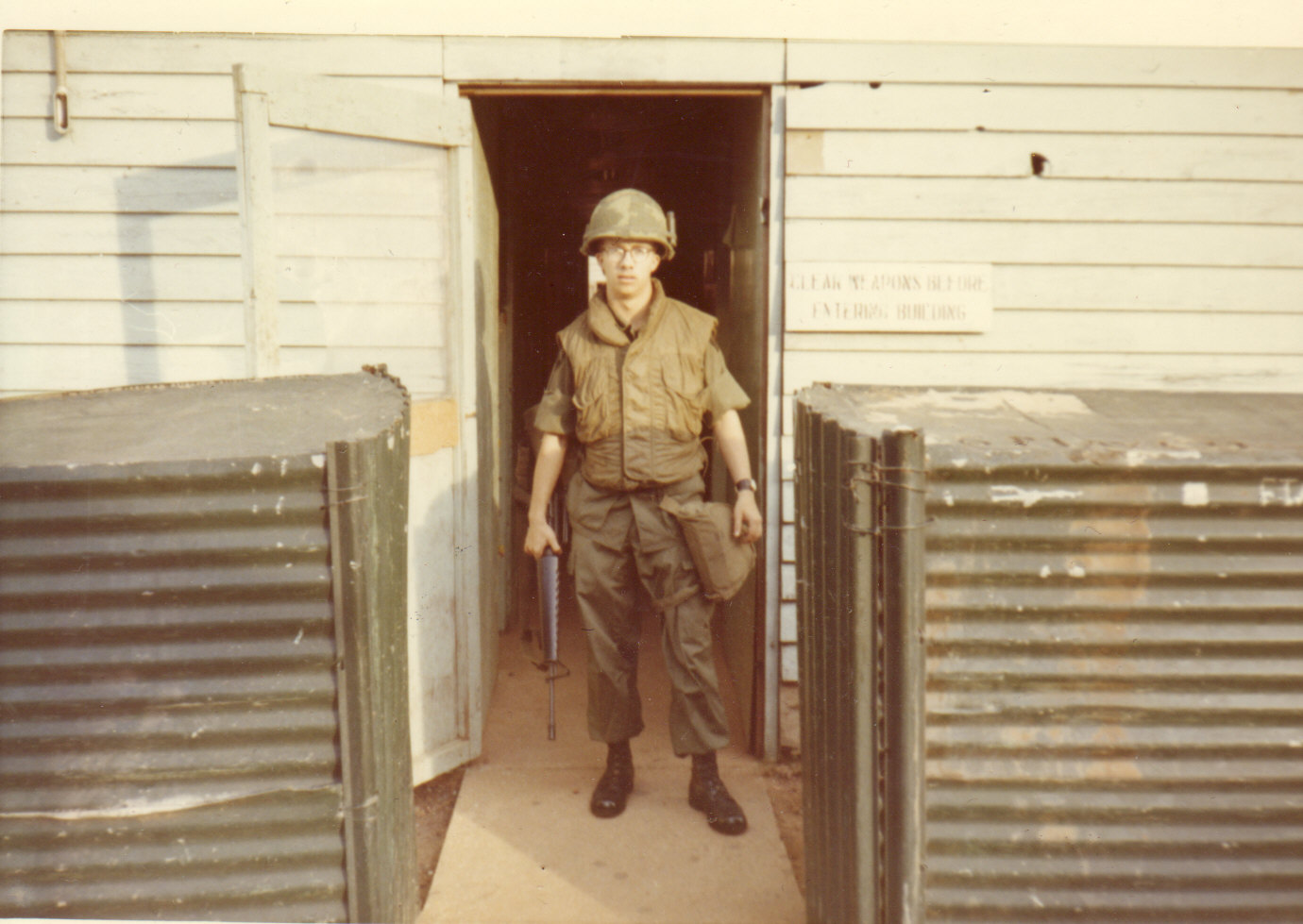
US Soldat mit flak jacket in Vietnam (1971)
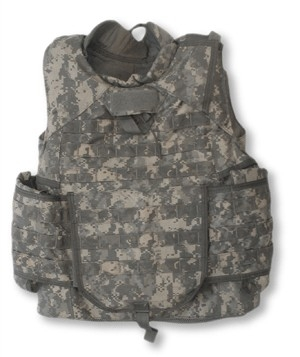
Die Improved Outer Tactical Vest (IOTV) der US Army seit 2007

## Funktion

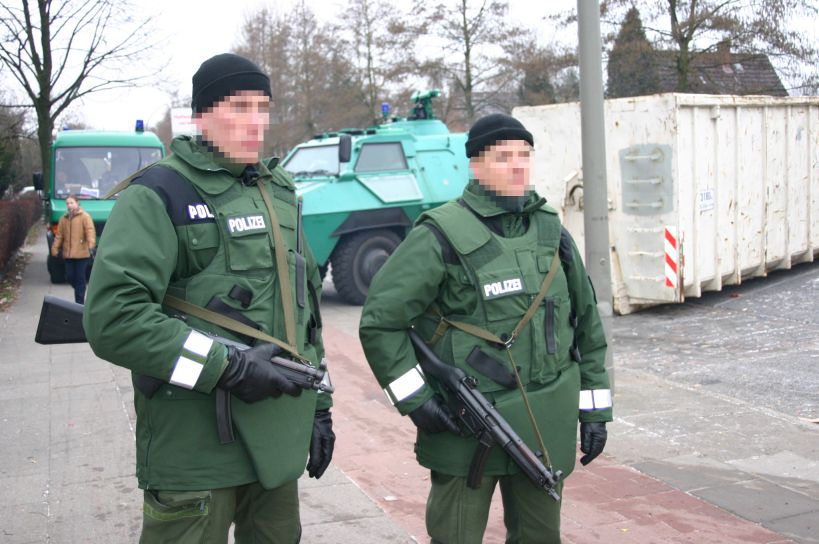
Deutsche Polizisten mit Schutzwesten und Maschinenpistole MP5

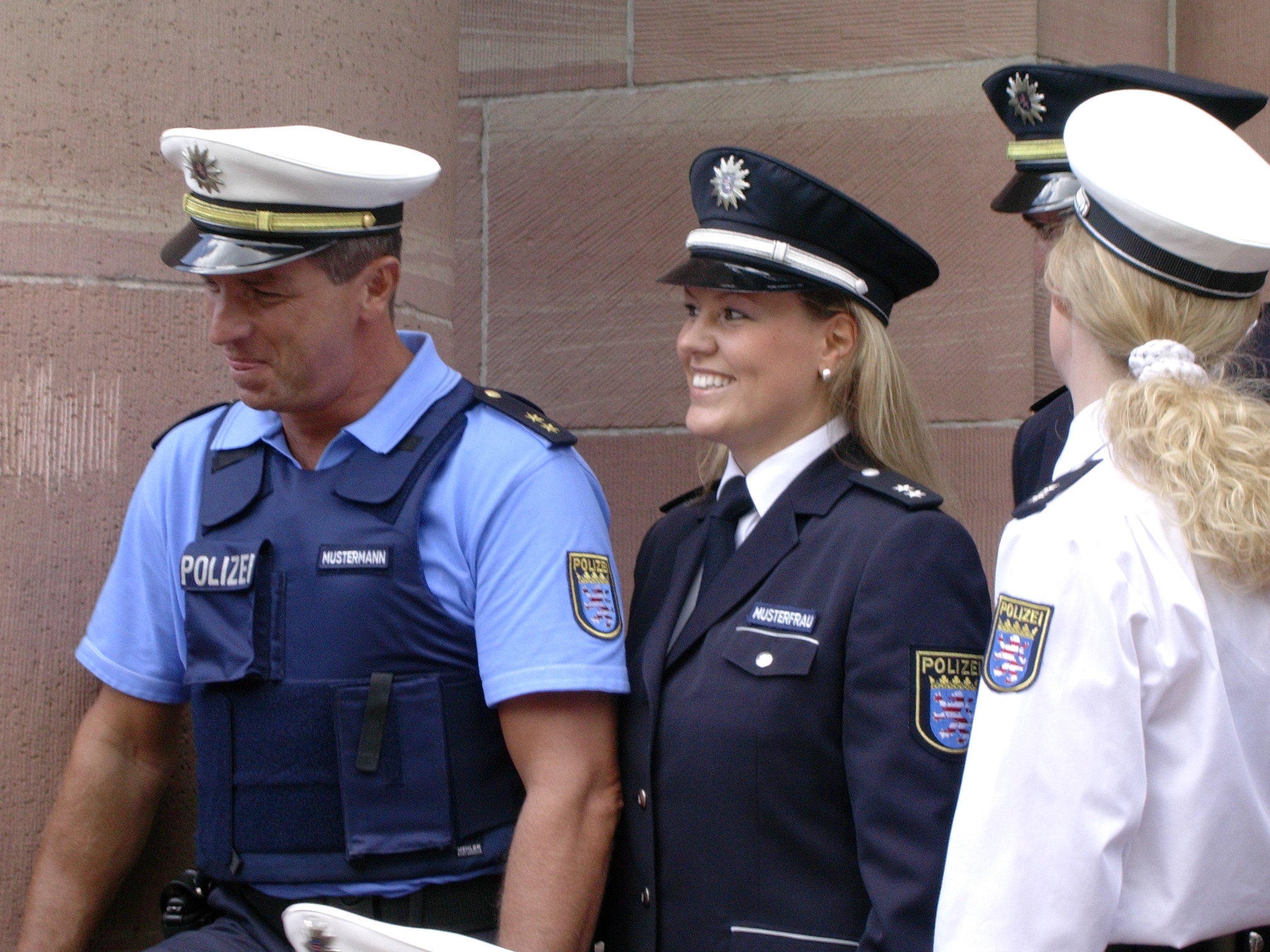
Deutscher Polizist mit Schutzweste

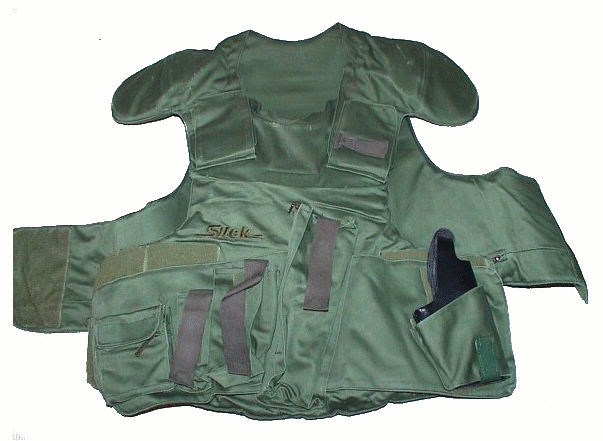
Schlagschutzweste – mit Kevlareinlagen erweiterbar auf deutsche SK1

Eine beschusshemmende Weste soll das Durchdringen eines Geschosses verhindern. Die kinetische Energie des Geschosses wird dabei aufgenommen und auf eine möglichst große Fläche verteilt. Das Geschoss selbst verbleibt im Westenkörper, kann diesen jedoch verformen. Der Impuls des Geschosses wird an den Träger der Schutzweste weitergeleitet. Beides führt zu einem stumpfen Trauma. Somit machen Schutzwesten keinesfalls „kugelsicher“, sondern schützen den Träger bis zum angegebenen Schutzgrad vor der tödlichen Wirkung von Geschossen.

## Schutzklassen
Die Schutzkraft einer Weste wird mit der sogenannten Schutzklasse angegeben. Hier haben sich weltweit mehrere Standards etabliert. Um ballistischen Schutz zu verifizieren, werden dabei mehrere Proben einer Werkstoffprüfung unterzogen. Je nach Umweltbedingungen, Anzahl der Testschüsse, Kaliber und Geschossgeschwindigkeit ergeben sich die Schutzklassen.
Der wichtigste Standard ist der BA 9000, ein Qualitätsmanagementsystem für Körperpanzerung, das 2012 vom amerikanischen National Institute of Justice, dem Forschungszentrum des Justizministeriums als NIJ-Standard eingeführt wurde. Jede Behörde oder Organisation mit solchem Bedarf führt meist ihre eigenen Beschusstests nach eigenen Anforderungen durch, so auch die verschiedenen Streitkräfte. In Deutschland wird der Beschusstest nach der Technischen Richtlinie für Schutzwesten der Polizei durch die staatlichen Beschussämter durchgeführt.
Für den Testausgang mitentscheidend ist die Art der Unterlage, auf welche die Körperschutzausrüstung für den Beschusstest befestigt wird. Befestigt auf eine harte Unterlage, wird diese leichter als in der Praxis durchdrungen, da das menschliche Gewebe etwas nachgibt und die Schutzausrüstung eine Delle formen kann. Um dieses zu simulieren, wird in der Regel die Modelliermasse „Roma Plastilina“ verwendet. Dieses Material ist etwas härter und weniger elastisch als menschliches Gewebe, hat aber den Vorteil, dass die durch den Aufschlag des Projektils verursachte Delle nicht in den Ausgangszustand zurückgeht. Somit können körperliche Schäden abgeschätzt werden, die entstehen würden, auch wenn die Körperschutzausrüstung das Projektil auffängt.
Am Ende eines Beschusstests wird einem Stück der Körperschutzausrüstung eine bestimmte Schutzwirkung attestiert. Ob diese in der gesamten Produktion dann konstant ist und wie lange sie bei den Körperschutzausrüstungen gewährt bleibt, ist Sache des Herstellers und des Abnehmers und muss durch Langzeittests und wiederholte Überprüfung von Produktionsexemplaren getestet werden. Die meisten Hersteller garantieren für fünf oder zehn Jahre die Schutzwirkung ihrer Produkte.
Die deutschen und amerikanischen Schutzklassen sind nicht ohne weiteres übertragbar, obwohl sich die verwendeten Kaliber ähneln. Die allgemeinen Bedingungen unterscheiden sich deutlich. So werden amerikanische Proben nur einmal beschossen, deutsche jedoch dreimal, und auch die Umweltbedingungen unterscheiden sich. Dennoch wird allgemein die deutsche Schutzklasse (SK) 1 mit dem amerikanischen NIJ-Level IIIA gleichgesetzt. Beide definieren den Schutz gegen gängige Kurzwaffen, wobei sich die verwendeten Kaliber ähneln. Auch die deutsche SK4 und die NIJ-Level III und IV werden oft verglichen. Sie definieren den Schutz gegen Beschuss aus Langwaffen.
Die wesentlichen Schutzklassen sind:

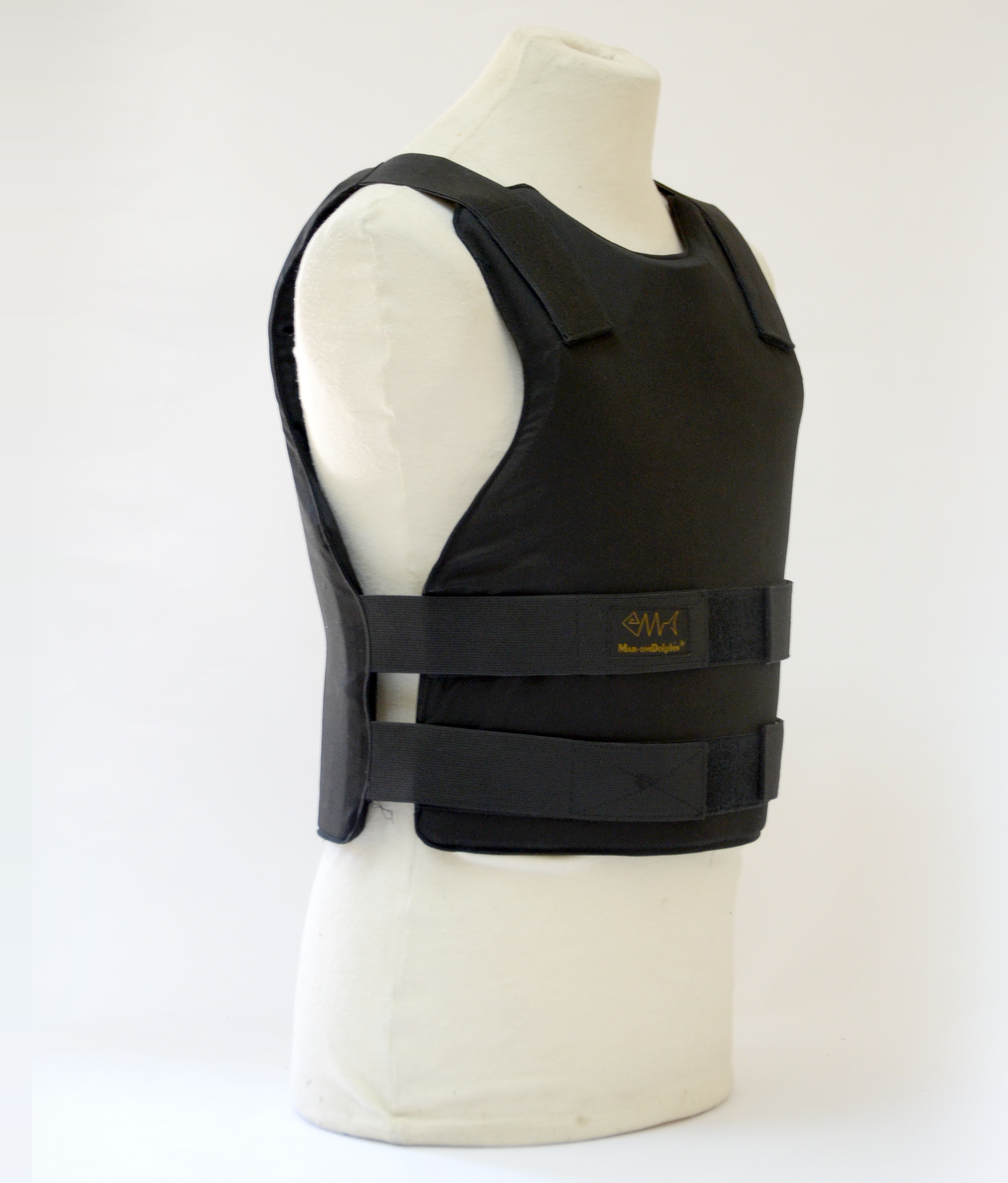
Weste mit Level IIIA

SK 1 und Level IIIA
Schutz vor Kurzwaffenmunition mit Vollmantel-Weichkern und Rundkopf oder Teilmantel beziehungsweise Hohlspitze
SK 2
Schutz vor Kurzwaffenmunition mit Vollmantel und Polizeieinsatzpatronen (Vollgeschosse mit Hohlspitze)
SK3 und Level III
Schutz vor Langwaffenmunition mit Vollmantel und Weichkern oder Teilmantel beziehungsweise Hohlspitze
SK4 und Level IV
Schutz vor Langwaffenmunition mit Vollmantel und Hartkern (Nur Schutz gegen Stahl-Hartkern. Geschosse mit Wolframcarbid-Hartkern durchschlagen die Schutzweste. Vergleiche VPAM APR 2006)
Der Schutz gegen Stichwaffen wie Messer oder Nadeln, auch Stichschutz genannt, ist bei den ersten beiden Schutzklassen nicht zwingend inbegriffen und muss zusätzlich erbracht werden. Bei den Schutzwesten der Schutzklassen 3 und 4 wird dagegen konstruktiv durch ballistische Platten auch Stichschutz vorausgesetzt. Schutzwesten der jeweiligen Klasse können allerdings durch spezielle Geschosse mit einem Penetrator oder durch Munition mit höherer Geschossgeschwindigkeit durchschossen werden.

## Konstruktion

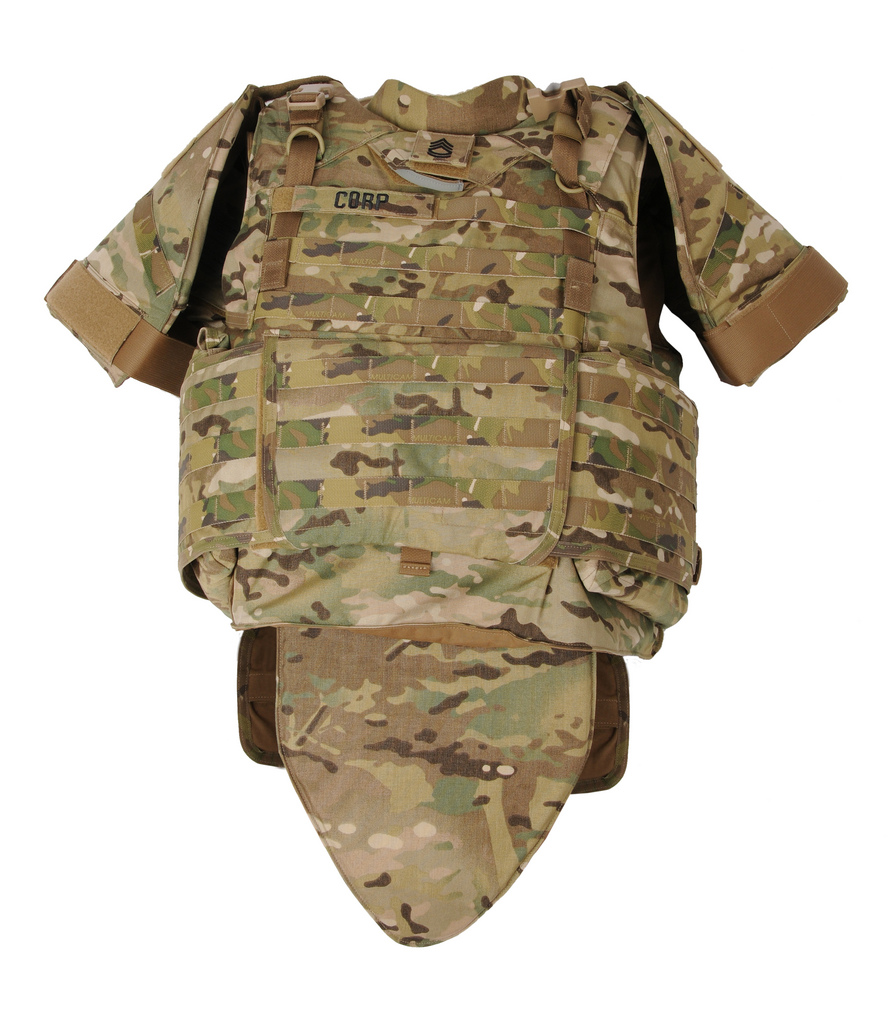
Improved Outer Tactical Vest (IOTV) mit MultiCam, Pouch Attachment Ladder System (PALS) und zusätzlich angebrachten Protektoren für Nacken, Schultern, Leisten und Lendenbereich. Durch Ziehen der grauen Notfall-Schlaufe (oberer Brustbereich) zerfällt die Weste in zwei Teile.

Schutzwesten werden aus verschiedenen Materialien nach unterschiedlichen Konstruktionsprinzipien gefertigt. Man unterscheidet allgemein Hart- und Weichballistik. Bestimmte Schutzwirkungen lassen sich meist nur durch Kombination beider Prinzipien erreichen. So kann durch eine weichballistische Weste ein Rundumschutz nach Schutzklasse 1 erreicht werden. Zusätzliche hartballistische Einlagen an Front und Rückseite sowie an den Seiten garantieren einen Schutz nach Schutzklasse 4. In derartiger Kombination werden die meisten Schutzwesten konstruiert. Die verwendeten Hartballistikplatten erreichen ihre Schutzwirkung dann nur in Kombination mit dem weichballistischen Westenkörper.
Schutzwesten unterscheiden sich nicht nur in der Schutzwirkung, sondern auch im geschützten Körperbereich. Die meisten Westen schützen nur die Körperbereiche mit der größten Fläche und damit der größten Trefferwahrscheinlichkeit, meist also den Torso. Durch zusätzliche Protektoren können je nach Westentyp aber auch die Körperseiten, der Genitalbereich, die Schultern, der Nacken, die Arme und Beine geschützt werden. Dieser Schutz schränkt jedoch die Beweglichkeit des Trägers ein. Weitere Unterschiede ergeben sich aus der Konstruktion des Westenkörpers. Um die ballistischen Schutzeinlagen am Körper zu tragen und sie vor Beschädigungen im Alltagsgebrauch zu schützen, werden sie in Schutzwestenhüllen aus hochbelastbaren Textilien eingenäht. Diese können dann auch Befestigungsmöglichkeiten für die Ausrüstung mit MOLLE-Schlaufen bieten oder aber auch ein verdecktes Tragen ermöglichen, etwa durch Angleichen der Farbe an die restliche Kleidung.

### Weichballistik

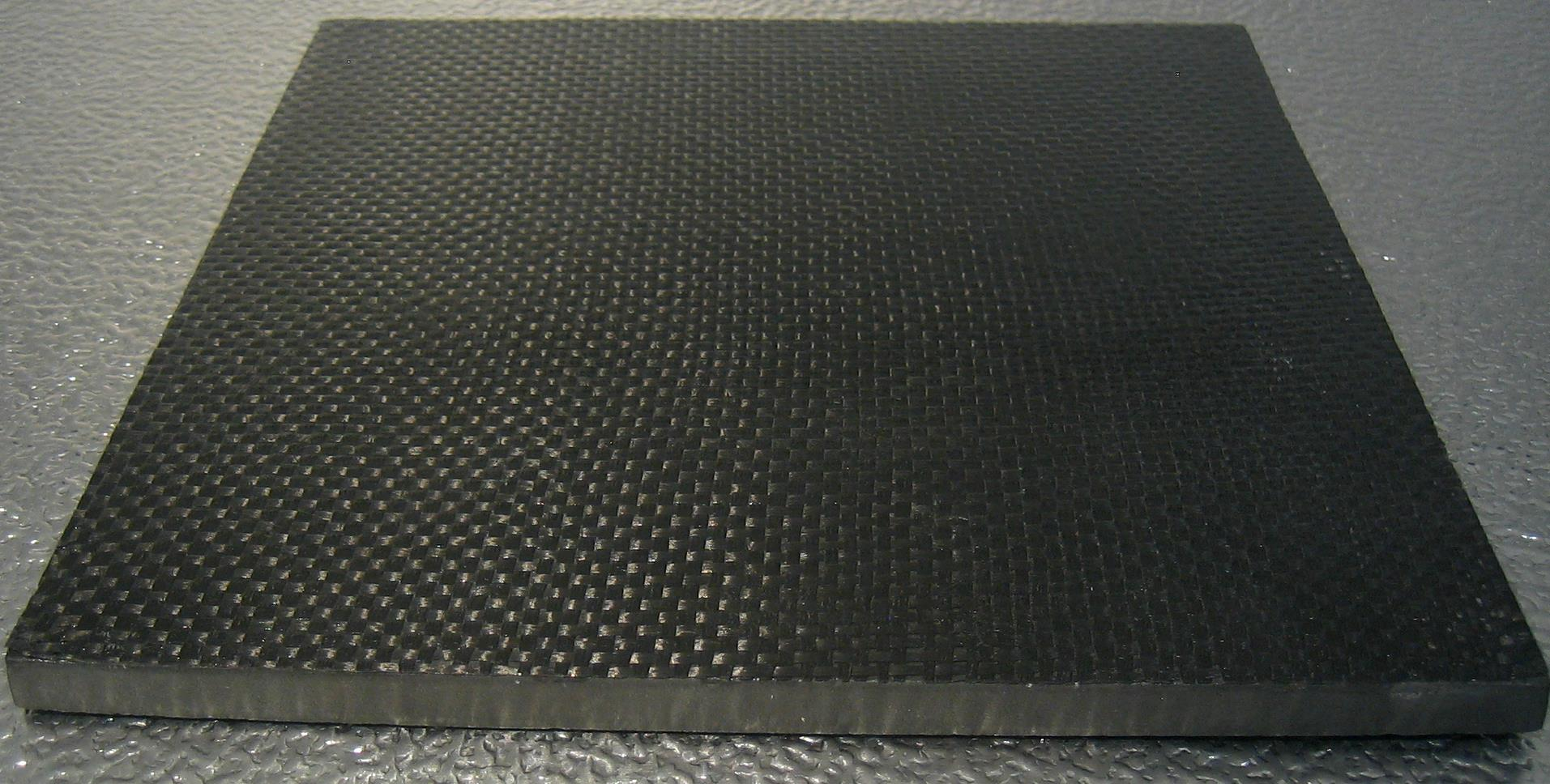
Aramid-Verbundwerkstoff für beschusshemmende Westen (Militärhistorisches Museum der Bundeswehr)

Das Geschoss trifft auf eine mehrschichtige Netz- oder Folienstruktur aus reißfestem Gewebe. Die Geschossenergie wird teilweise absorbiert, wenn das Geschoss die einzelnen Schichten in eine Bewegung in Richtung des Einschusses versetzt (Beschleunigungsarbeit) und die Fasern dehnt (Spannarbeit). Der Großteil der Energie ist dann aber noch erhalten. Das Projektil formt auf der dem Körper zugewandten Seite des reißfesten Gewebes eine Ausbuchtung in Form eines Kegelstumpfs, bis sich Projektil und das getroffene Körpergewebe mit gleicher Geschwindigkeit bewegen (unelastischer Stoß). Als ungeeignet gilt eine schusssichere Kleidung nicht nur, wenn das weichballistische Gewebe vom Projektil durchstoßen wird, sondern auch dann, wenn der Eindringkegel in den Körper zu tief ist. Getestet wird das an einem aus spezieller Knetmasse nachmodellierten menschlichen Körper.
Anfang des zwanzigsten Jahrhunderts wurden Schutzwesten aus Seidenfasern entwickelt. Der sehr hohe Preis verhinderte eine massenhafte Verwendung, bis Aramidfasergewebe brauchbaren und bezahlbaren Ersatz boten.
Heute werden meist Aramidfasern unter Handelsnamen wie Twaron oder Kevlar oder andere Kunststoffe, etwa PBO (Zylon) und hochkristallines Polyethylen (Dyneema), verwendet. Diese Kunststoffe sind extrem reißfest, verlieren ihre Eigenschaften aber durch den Alterungsprozess. Dieser verläuft – materialspezifisch – über mehrere Jahre und wird durch Einwirkung von UV-Licht beschleunigt. Auch Feuchtigkeit führt meist zu schlechteren Eigenschaften. Aus diesen Gründen werden weichballistische Schutzeinlagen von Schutzwesten in Kunststofffolie eingeschweißt.
Theoretisch lässt sich durch eine passende Schichtenanzahl jedes beliebige Geschoss aufhalten. Aus praktischen Gründen werden weichballistische Schutzeinlagen jedoch nur zum Schutz gegen Kurzwaffengeschosse gefertigt. Darüber hinaus bieten reine Fasergewebe keinen ausreichenden Stichschutz.

### Hartballistik

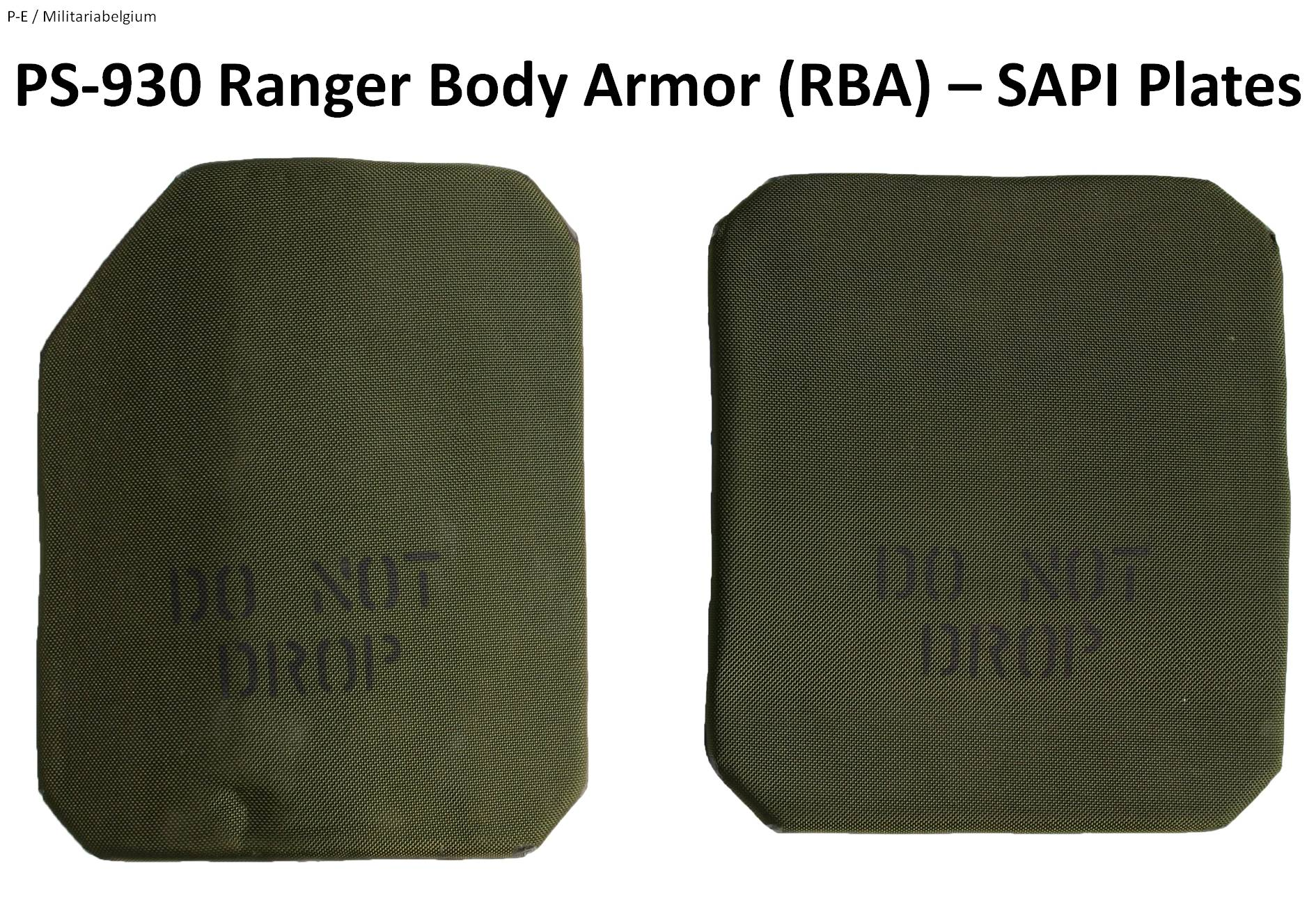
Ballistische Einsteck-Platten aus Keramik

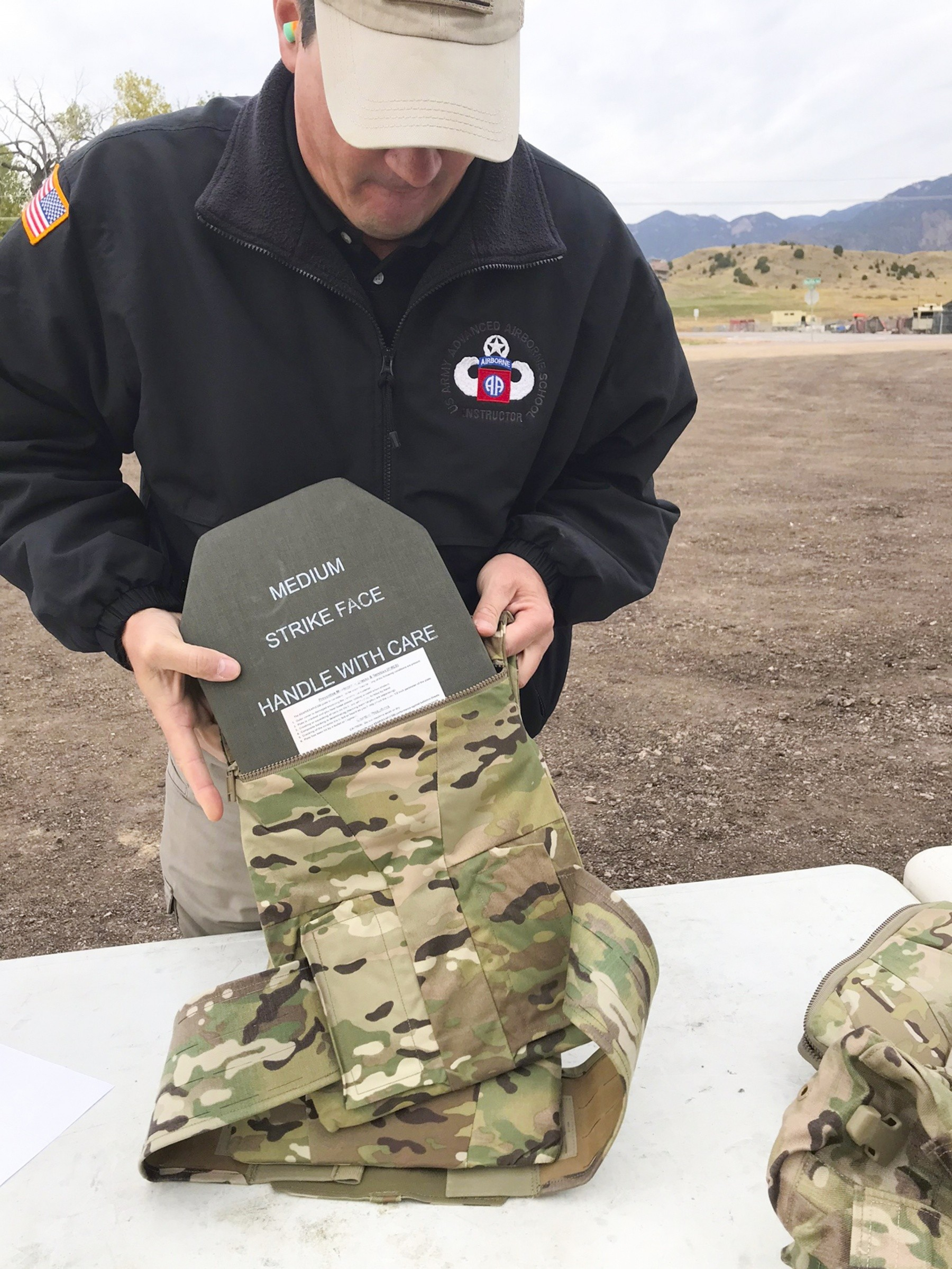
Weste wird mit Einsteck-Platte bestückt

Hier trifft das Geschoss auf eine Platte aus einem harten Material und verteilt seine kinetische Energie auf diese. Die kinetische Energie wird von der Platte aufgenommen und führt zu Verformungen. Das Prinzip wird seit langer Zeit bei Rüstungen benutzt. Verwendet werden hier schon seit Jahrhunderten Metalle (ballistischer Stahl), neuerdings auch Oxidkeramik- oder Polyethylenplatten. Moderne hartballistische Schutzplatten werden nach einem Schichtprinzip aus einer Kombination verschiedener Materialien gefertigt und haben eine Kurvenform, um die Auftreffenergie besser zu absorbieren, aber auch, um sich der Körperform des Trägers anzupassen. Mit Platten lassen sich theoretisch je nach Materialstärke alle Arten von Geschossen stoppen. Die meisten Schutzplatten erreichen ihre volle Schutzwirkung aus oben genannten Gründen nur in Kombination mit weichballistischen Schutzpaketen.

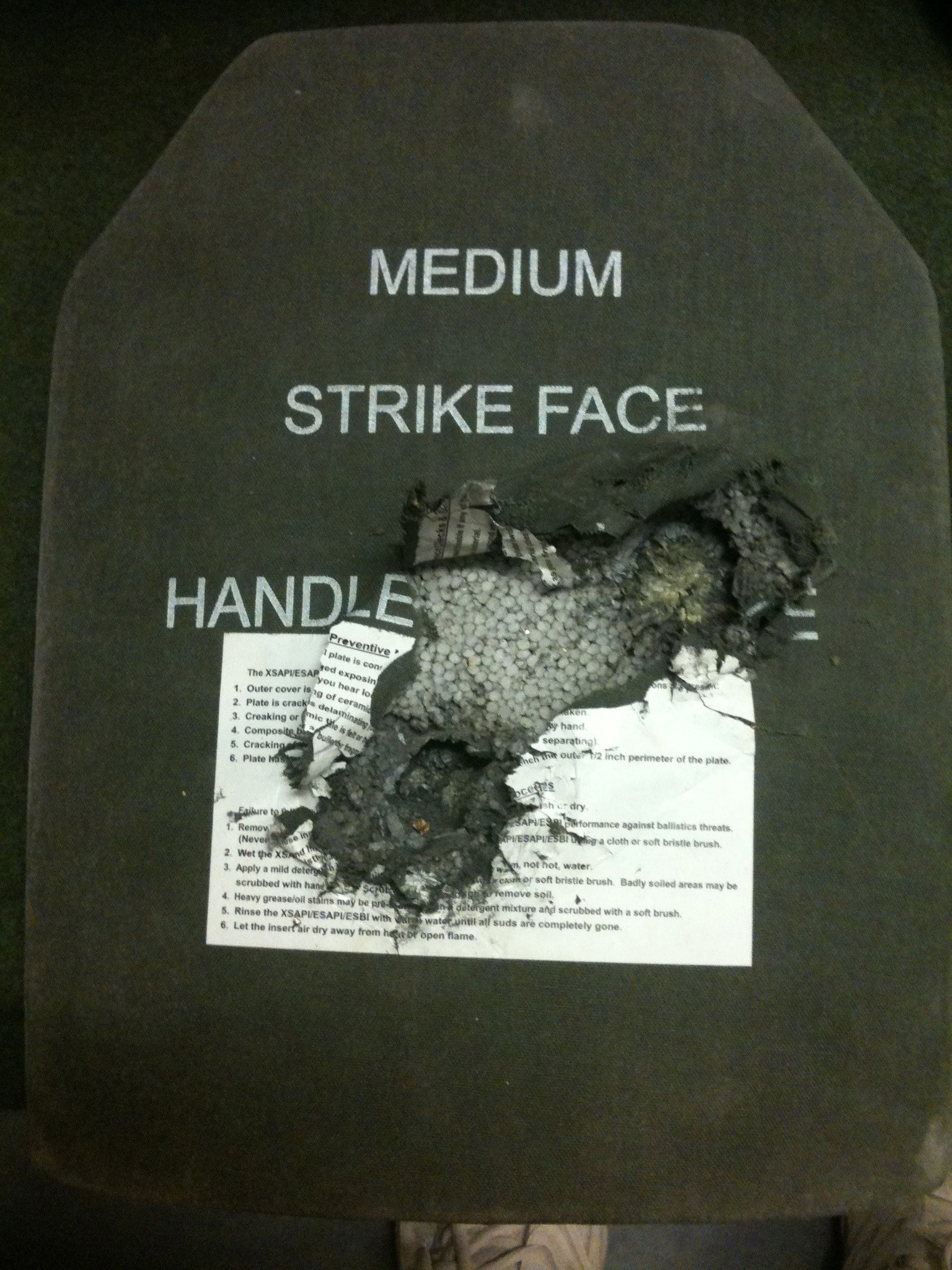
ESAPI-Platte mit 2 Einschusslöchern nach einem Kampfeinsatz. Der Träger erlitt mehrere Rippenbrüche.

Das US-Militär, als weltweit größter Abnehmer hartballistischer Körperschutzplatten, hat bei der Formgebung für eine gewisse Standardisierung gesorgt. Die meisten Platten haben eine Größe von 10 Zoll × 12 Zoll (25,4 cm × 30,5 cm) mit abgeschrägten oberen Ecken und werden dann als (E)SAPI-Plates („Small Arms Protective Insert“) bezeichnet. Es werden aber auch andere Plattenformen hergestellt. Einen vollkommenen Rundumschutz mit hartballistischen Materialien zu gewährleisten galt lange Zeit wegen des Gewichtes dieser Schutzeinlagen als inpraktikabel. Rein hartballistische Schutzwesten wurden daher meist in Form sogenannter Plate Carrier realisiert. Hier werden nur Front und Rücken mit sogenannten Stand-Alone-Platten geschützt. Diese speziellen Platten können auch ohne darunterliegende weichballistische Schutzpakete Kugeln stoppen, sind aber schwerer.
Ein weiterer Ansatz ist Körperpanzerung, die sich wie ein Schuppenpanzer aus zahlreichen kleinen Elementen zusammensetzt. Die Sowjetarmee verwendete in den 1980er Jahren solche Westen mit Titanschuppen. Heute wird ähnliche Körperpanzerung mit Stahl und Siliziumcarbideinlagen als Dragon Skin Body Armor nur von einer amerikanischen Firma gefertigt. Der Vorteil dieses Konzeptes ist die Verformbarkeit der ballistischen Einlagen, wodurch ermöglicht wird, dass ein größerer Bereich des Oberkörpers geschützt wird und der Träger sich mit weniger Energieaufwand bewegen kann. Außerdem weist es trotz eines niedrigen Gewichtes eine bessere Schutzwirkung auf, da der Körperschutz öfter von hartballistischen Materialien getroffen werden kann, ohne seine Wirkung zu verlieren.

### Stichschutz
Beim Stichschutz ist die besondere Wirkweise von Stichwaffen zu beachten. Diese können schneidend, verdrängend oder stanzend wirken. Ein langer Schnitt mit einem Messer kann gegebenenfalls schon von leichten Schutzgeweben aufgehalten werden. Ein Stich mit einer Nadel wird den Westenkörper einer weichballistischen Schutzweste aber durchdringen. Um den Träger auch gegen Stichwaffen zu schützen, werden bei den leichteren Schutzwesten daher zusätzliche Einlagen aus Metallfolien und verflochtenen Metallringen verwendet. Die Folien schützen vor besonders spitzen Gegenständen mit stanzender Wirkung, z. B. Nadeln oder Kanülen von Spritzen. Die verflochtenen Metallringe, deren Wirkung einem Kettenhemd ähneln, sollen der verdrängenden Wirkung von Messerklingen oder auch Äxten entgegenwirken. Bei den hartballistischen Schutzeinlagen der Westen mit den Schutzklassen 3 und 4 ist dagegen durch die Platten bereits ein Stichschutz gewährleistet. Da diese Systeme meist nur Front und Rücken abdecken, muss hier gegebenenfalls der Stichschutz an den Körperseiten zusätzlich mit den o. g. Mitteln ergänzt werden.

### Schlagschutz

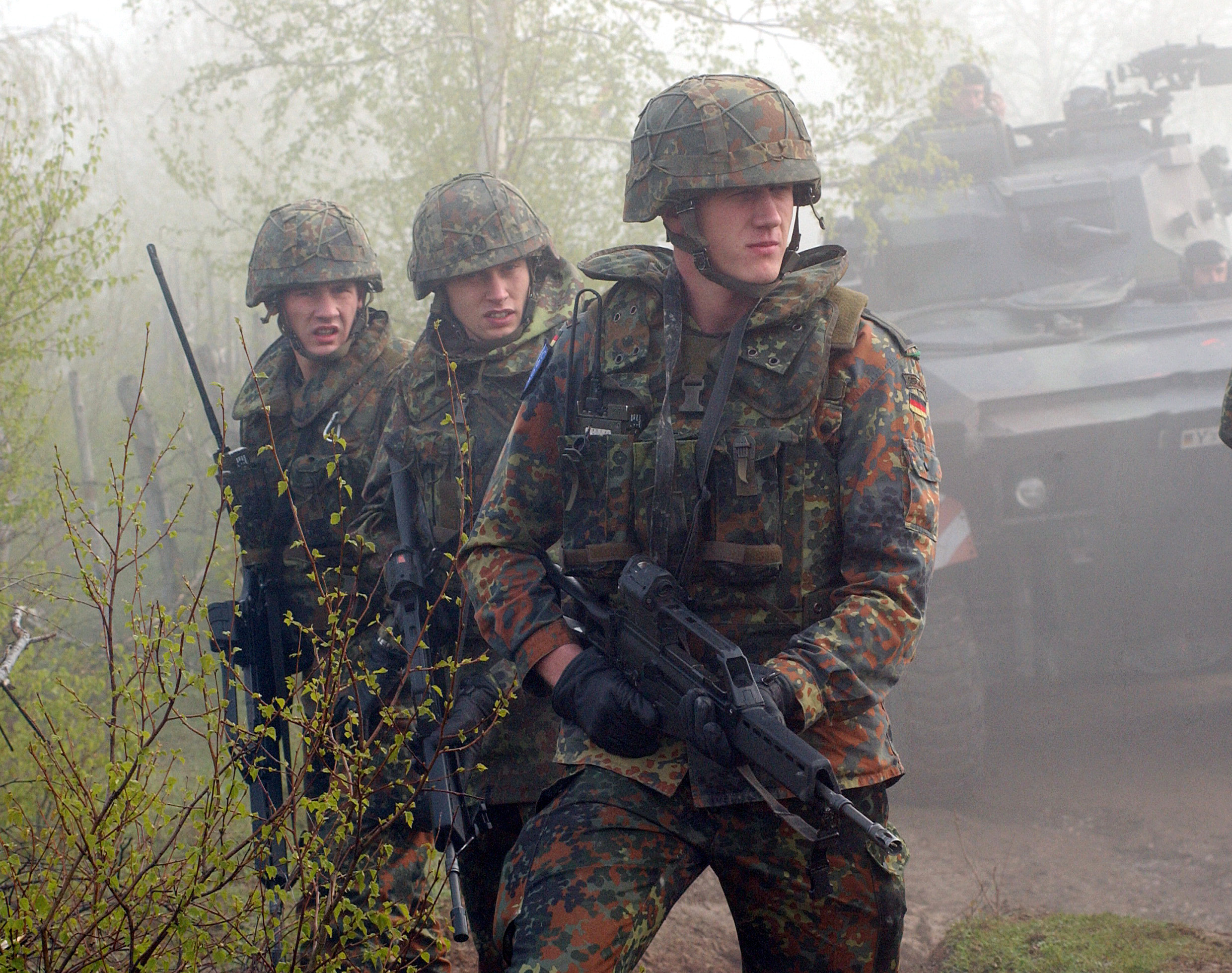
Soldaten der Bundeswehr tragen die Schutzweste Standard bei einem Manöver.

Der Schlagschutz ist nicht direkt Aufgabe einer ballistischen Schutzweste. Da hier besonders die Extremitäten und der Kopf geschützt werden müssen, sind zusätzliche Protektoren und ein Helm notwendig. Diese bestehen meist aus Kunststoffen und sind mit Polsterstoffen ausgekleidet. Solche Protektoren haben meist keine ballistische Schutzwirkung, sind aber oft Bestandteil des Stichschutzes. Die in Körperschutzausstattungen verwendeten Westen müssen nicht unbedingt auch eine ballistische Schutzwirkung haben. Die Integration einer ballistischen Schutzweste in eine Körperschutzausstattung ist aber durchaus möglich.

## Anwendung

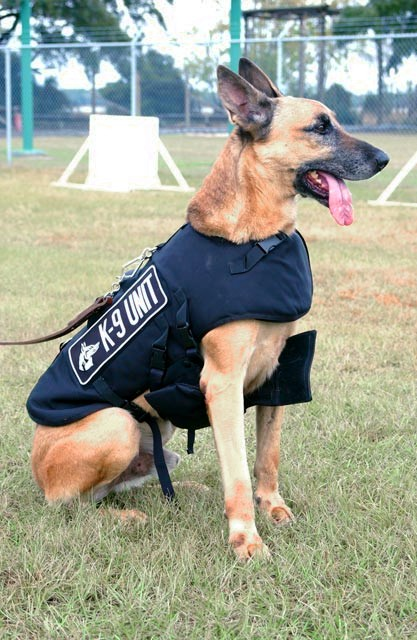
Diensthund mit Schutzweste

Für ballistische Schutzwesten gibt es zivile wie auch militärische Anwendungsbereiche. Personen, die einer erhöhten Bedrohung unterliegen, wie etwa Polizisten, Personen des öffentlichen Lebens oder andere, erhalten durch sie bei Angriffen eine höhere Überlebenschance. Bei der deutschen Polizei wurden mittlerweile flächendeckend Unterziehschutzwesten eingeführt: verdeckt zu tragende Schutzwesten der SK 1, die bei einigen Polizeien (z. B. Hessen, Baden-Württemberg oder bei der Bundespolizei) mit einer taktischen Hülle auch über der Oberbekleidung getragen werden können. Für im Vorfeld erkennbar gefährliche Einsätze existieren Überziehschutzwesten, die einen größeren Körperbereich abdecken, um zusätzliche Protektoren erweitert werden können und in ihrer Schutzklasse anpassbar sind. Kampfmittelräumer tragen meist Vollschutzanzüge, die nur die Hände frei lassen. Hundertschaften der Bereitschaftspolizei tragen normalerweise keine ballistischen Schutzwesten, sondern Schlag- und Stichschutzwesten. In der deutschen Bundeswehr werden die Soldaten im Auslandseinsatz mit Schutzwesten ausgestattet, die modular bis zur Schutzklasse SK4 aufgerüstet werden können.
In Deutschland unterliegt der Erwerb von Schutzwesten keinen Einschränkungen. Weltweit gibt es in Bezug auf den Besitz von Schutzwesten unterschiedliche Regelungen. In einigen Ländern ist Privatpersonen der Besitz oder das Tragen verboten, teilweise auch die Einfuhr. Es gelten außerdem meist Exportbeschränkungen. Es gibt Schutzwesten für Diensthunde und Jagdhunde, gelegentlich auch als Hundeschutzweste bezeichnet.

## Limitationen und Nachteile

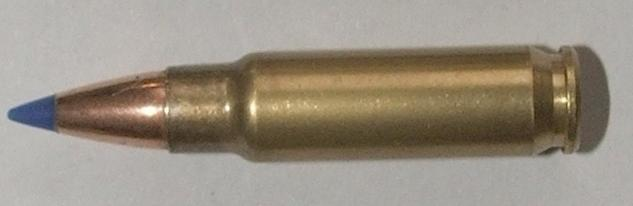
Die Patrone 5,7 × 28 mm wurde unter anderem entwickelt, um Schutzwesten zu durchschlagen.

Schusshemmende Westen sind keinesfalls „kugelsicher“. Wie beschrieben ist es nicht gewährleistet, dass der Träger trotz einer Schutzweste nicht innere Verletzungen wie Knochenbrüche oder Prellungen davonträgt. Auch ist es immer noch möglich, dass Geschosse die Weste durchdringen, wenn die Schutzwirkung nicht ausreichend ist. Gerade Geschosse mit weichem Mantelmaterial sind dann meist schon aufgepilzt oder fragmentiert und geben schlagartig ihre Restenergie auf den Körper des Trägers ab, was zu großen und tiefen Wunden führen kann. Auch ist es möglich, dass bei Perforation der Weste Teile der Schutzpakete, Splitter der ballistischen Platten und das Material der Hülle in den Wundkanal eindringen.
Selbst wenn das Projektil die Weste nicht durchdringt, kann der auf den Körper weitergereichte Impuls eines ausreichend schweren und schnellen Projektils die inneren Organe verletzen und so ohne sichtbare äußere Verletzung zum Tod führen.

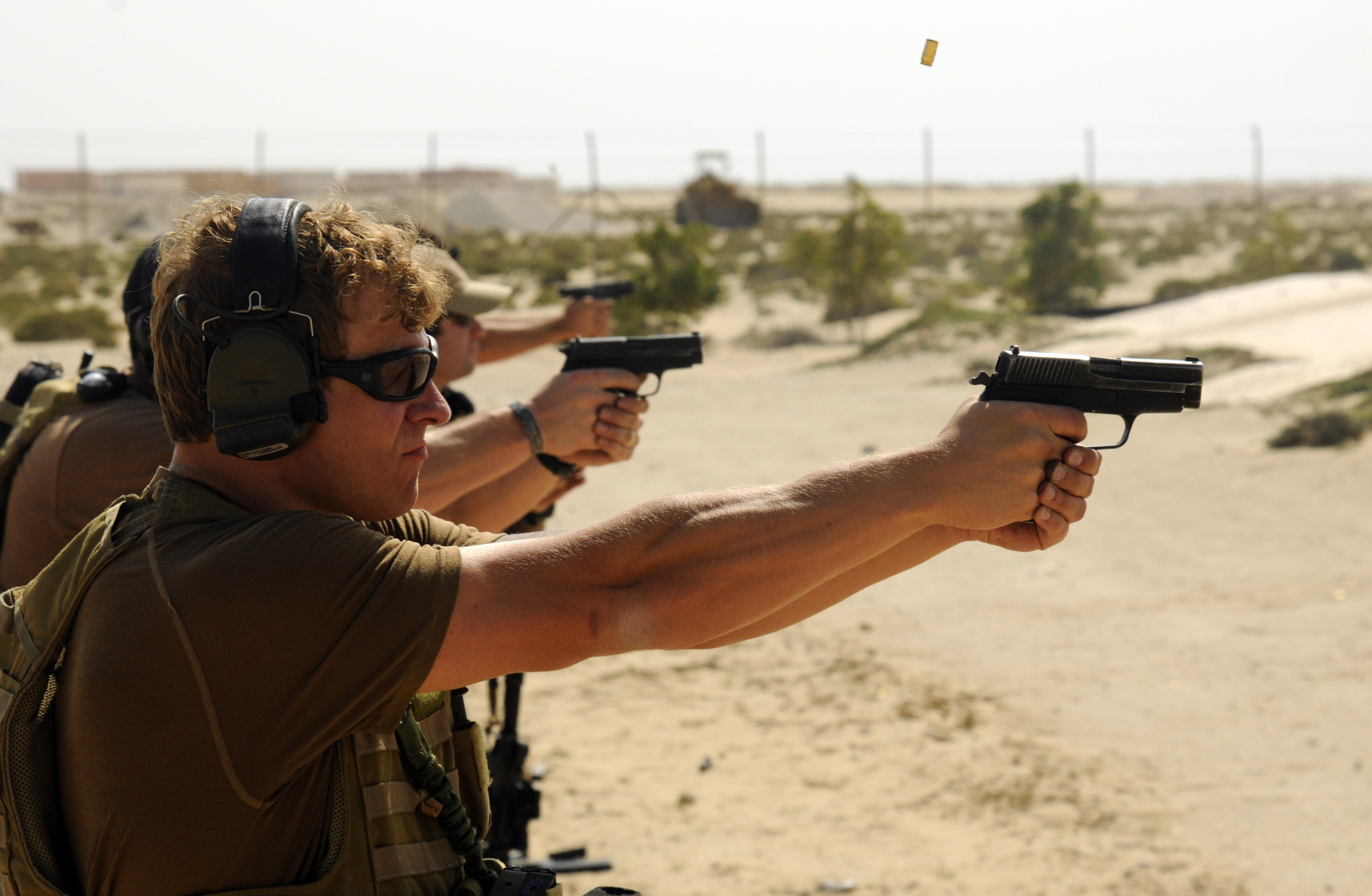
Die frontale Positionierung beim Isosceles-Anschlag verhindert das Eindringen von Projektilen in den Torso durch die Armdurchlässe.

Weiter bieten nur wenige Westen einen kompletten Schutz, so dass Geschosse Extremitäten immer noch verletzen können und durch die Öffnungen, etwa für die Arme, immer noch in den eigentlich geschützten Bereich des Körpers eindringen können.
Unterziehwesten bieten beispielsweise ihren besten Schutz, wenn sie unter der Uniform getragen werden. Bei falscher Trageweise (z. B. über der Uniform) kommt es bei einem Geschossaufprall zu einem Übertragungsimpuls. Dieser übt Druck auf Knöpfe, Kugelschreiber etc. aus, was zu schweren Verletzungen führen kann.
Ein weiteres Problem ist der beschriebene Alterungsprozess, der für ein Nachlassen der Schutzwirkung der Schutzpakete sorgen kann. Hier ist der Fall des Werkstoffs Zylon der japanischen Firma Toyobo zu erwähnen. Mit diesem Werkstoff schienen Ende der 1990er Jahre besonders leichte Schutzwesten machbar. Bei der Langzeiterprobung stellte sich aber heraus, dass dieser Werkstoff besonders schnell alterte und schon nach drei Jahren seine Schutzwirkung einbüßte. Die Herstellerfirma, die die Polizei in Bayern und Nordrhein-Westfalen mit aus diesem Material hergestellten Westen belieferte, ging aufgrund der darauffolgenden Schadensersatzforderungen in Konkurs.
Auch unsachgemäße Handhabung, etwa falsches Anlegen oder Beschädigung der Schutzweste, kann zu einem Vermindern der Schutzwirkung führen. Zum Beispiel hatten die US-Soldaten vor der Schlacht von Mogadischu die hintere Platte aus der Schutzweste entfernt, um ihre Beweglichkeit zu erhöhen. Bei Soldaten, denen in den Rücken geschossen wurde, verhinderte die vordere Platte nicht nur, dass das Projektil (meistens im Kaliber 7,62 × 39 mm) wieder nach vorne aus dem Körper austrat, sondern das Projektil prallte von der Platte ab und wurde wieder zurück in den Körper befördert. Dies führte zu weiteren Verletzungen und kann einige Soldaten das Leben gekostet haben.
Weitere Nachteile sind die Tatsache, dass die Westenkörper die Transpiration des Körpers einschränken und gegebenenfalls zu einem Hitzestau führen können, sowie das Gewicht. Schutzwesten wiegen, je nach Schutzklasse und Umfang, zwischen wenigen Kilogramm bis zu 30 kg. Schutzwesten sind daneben auch ein psychologischer Schutz, der einem Menschen in einem gefährlichen Umfeld ein Gefühl der Sicherheit vermittelt, aber immer wieder auch zu einem Überschätzen der Schutzwirkung dieser Ausrüstung führt.
In einigen Ländern dürfen Schutzwesten nicht oder nur mit einer vorherigen zollrechtlichen Erlaubnis eingeführt werden, da diese als Kriegsausrüstung gelten.